# Мужской стриптиз (фильм)
«Мужско́й стрипти́з» (англ. The Full Monty, 1997) — британская кинокомедия режиссёра Питера Каттанео, четырежды номинированная на премию «Оскар» и получившая премию за лучшую музыку к фильму. Всего же фильм завоевал 34 премии. Фразеологизм Full monty в британском английском примерно означает «всё до конца» (см. также «Девять ярдов»), а в контексте фильма — стриптиз с полным раздеванием. В 2023 году вышло продолжение фильма, в формате сериала рассказывающее о событиях спустя 26 лет.

## Сюжет
Фильм начинается с радостной кинохроники 1960-х, когда Шеффилд был одним из ведущих промышленных центров Йоркшира с численностью населения почти в полмиллиона человек и развитой сталелитейной промышленностью. Прошло 25 лет. Время заводов-гигантов по производству стали прошло. В полуразрушенных корпусах цехов гуляет ветер, а бывшие рабочие ищут завалявшиеся металлические детали, чтобы сдать на металлолом. Шесть месяцев в местном «центре занятости» полностью развеяли надежду на получение какой-либо стоящей работы.
Шесть безработных — Гэз, Дейв, Ломпер, Джеральд, Конь и Гай — пытаются как-то выжить. Тяжёлая обстановка в семьях и ужесточающиеся требования кредиторов заставляют искать хоть что-то, цепляться за призрачные надежды. Успех заехавшей в Шеффилд группы мужских стриптизёров рождает у Гэза идею организовать своё стриптиз-шоу. А поскольку бывшие сталевары не отличаются ни идеальным телом, ни умением танцевать, то необходимо придумать ещё что-то для привлечения женского внимания. Новоявленные стриптизёры решают, что смогут добиться успеха благодаря полному раздеванию на своём шоу. Заводилой группы становится энергичный и изобретательный Гэз. Для уроков танца они обращаются к Джеральду, имевшему некоторый хореографический опыт. Джеральд скрывает от своей жены то, что лишился работы. Первая же репетиция заканчивается скандалом, часть группы забирают в полицию. Однако это создаёт шоу необходимую рекламу, так как история попадает в газеты. Вскоре оказывается, что все билеты на первое представление раскуплены.
У Гэза тем временем проблемы в семейной жизни. Он разведён и из-за ареста лишается возможности видеть сына Натана. У других членов труппы свои трудности, но они решают идти до конца и несмотря ни на что дать одно представление. В итоге представление мужского стриптиза проходит при полном аншлаге и с огромным успехом.

## В ролях
- Роберт Карлайл — Гэз
- Марк Эдди — Дейв
- Уильям Снейп[англ.] — Нейтан, сын Гэза
- Стив Хьюисон — Ломпер
- Том Уилкинсон — Джеральд
- Пол Барбер — Конь
- Хьюго Спир — Гай
- Лесли Шарп — Джин
- Эмили Вуф — Мэнди
- Дейдра Костелло — Линда

## Съёмочная группа и производство
- Режиссёр: Питер Каттанео
- Сценарист: Саймон Бофой (Simon Beaufoy)
- Продюсер: Уберто Пазолини (Uberto Pasolini)
- Сопродюсеры: Пол Бакнор (Paul Bucknor), Полли Лейс (Polly Leys)
- Композитор: Энн Дадли
- Оператор: Джон Де Борман (John De Borman)
- Монтаж: Дэвид Фримен (David Freeman), Ник Мур (Nick Moore)
- Подбор актёров: Сьюзи Фиггис (Susie Figgis)
- Художник-постановщик: Макс Готтлиб (Max Gottlieb)
- Художник по костюмам: Джилл Тейлор (Jill Taylor)
- Производство Redwave Films при поддержке Channel Four Films. Правообладатель — 20th Century Fox.
- Премьера фильма состоялась 13 августа 1997 года в США. 14 августа фильм был показан на кинофестивале в Локарно (Швейцария). 29 августа фильм вышел в прокат в Великобритании. В странах Западной и Восточной Европы фильм показывался в октябре-ноябре 1997 года. Фильм демонстрировался также на международных кинофестивалях в Сан-Паулу (20 октября, Бразилия) и Салониках (21 ноября, Греция). В России премьера фильма состоялась год спустя — 19 августа 1998 года.

## Награды и номинации

### Награды
- 1997 — приз зрительских симпатий на Эдинбургском кинофестивале (Питер Каттанео)
- 1997 — две премии European Film Awards: лучший фильм (Уберто Пазолини), приз зрительских симпатий
- 1997 — приз OCIC Award кинофестиваля в Сан-Себастьяне (Питер Каттанео)
- 1997 — приз зрительских симпатий на Варшавском кинофестивале (Питер Каттанео)
- 1998 — премия «Оскар» за лучшую оригинальную музыку к мюзиклу или комедии (Энн Дадли)
- 1998 — четыре премии BAFTA: лучший фильм (Уберто Пазолини), лучшая мужская роль (Роберт Карлайл), лучшая мужская роль второго плана (Том Уилкинсон), премия зрительских симпатий
- 1998 — премия «Бодил» за лучший неамериканский фильм (Питер Каттанео)
- 1998 — премия Brit Awards за лучший саундтрек
- 1998 — премия «Давид ди Донателло» за лучший зарубежный фильм (Питер Каттанео)
- 1998 — премия German Film Awards за лучший зарубежный фильм (Питер Каттанео)
- 1998 — премия «Гойя» за лучший европейский фильм
- 1998 — премия Гильдии киноактеров США за лучший актёрский состав

### Номинации
- 1998 — три номинации на премию «Оскар»: лучший фильм (Уберто Пазолини), лучший режиссёр (Питер Каттанео), лучший оригинальный сценарий (Саймон Бофой)
- 1998 — восемь номинаций на премию BAFTA: премия имени Александра Корды за лучший британский фильм (Уберто Пазолини), премия имени Дэвида Лина за режиссуру (Питер Каттанео), премия имени Энтони Эсквита за музыку к фильму (Энн Дадли), лучший оригинальный сценарий (Саймон Бофой), лучшая мужская роль второго плана (Марк Эдди), лучшая женская роль второго плана (Лесли Шарп), лучший монтаж (Дэвид Фримен, Ник Мур), лучший звук
- 1998 — номинация на премию «Сезар» за лучший зарубежный фильм (Питер Каттанео)
- 1998 — номинация на премию «Золотой глобус» за лучший фильм — комедия / мюзикл

## Саундтрек
| Композиция                           | Автор                                                              | Исполнитель                         |
| ------------------------------------ | ------------------------------------------------------------------ | ----------------------------------- |
| «The Zodiac»                         | Дэвид Линдап                                                       |                                     |
| «Slaidburn»                          | Уильям Риммер                                                      | The British Steel Stocksbridge Band |
| «I'm The Leader Of the Gang»         | Майк Линдер и Гари Глиттер                                         | Гари Глиттер                        |
| «Moving On Up»                       | Пол Хэрд и Майк Пикеринг                                           | M People                            |
| «Hot Stuff»                          | Гарольд Фалтермейер; Пит Беллотти и Кит Форси                      | Донна Саммер                        |
| «You Sexy Thing»                     | Эррол Браун                                                        | Hot Chocolate                       |
| «Adios Muchachos»                    | Хулио Сандерс; Сезар Фелипе Ведани                                 | Platinum Dance Orchestra            |
| «Je t'aime...moi non plus»           | Серж Генсбур                                                       | Серж Генсбур и Джейн Биркин         |
| «Land of a Thousand Dances»          | Крис Кеннер                                                        | Уилсон Пикетт                       |
| «Flashdance (What a Feeling)»        | Джорджо Мородер; Ирен Кара и Кит Форси                             | Ирен Кара                           |
| «The Stripper»                       | Дэвид Роуз                                                         | Joe Loss & His Orchestra            |
| «Make Me Smile (Come Up and See Me)» | Стив Харли                                                         | Стив Харли и Cockney Rebel          |
| «We Are Family»                      | Бернард Эдвардс и Найл Роджерс                                     | Sister Sledge                       |
| «Rock and Roll Part 2»               | Майк Линдер и Гари Глиттер                                         | Гари Глиттер                        |
| «Deep Fried in Kelvin»               | Ник Бэнкс, Джарвис Кокер, Кандида Дойл, Стив Мэкки и Рассел Сениор | Pulp                                |
| «You Can Leave Your Hat On»          | Рэнди Ньюман                                                       | Том Джонс                           |